# 梁彌博 (後)
梁彌博，南北朝時期宕昌國君主之一。
根據《梁書》記載，南梁武帝天監四年（505年），彌博進貢甘草、當歸，南梁曾任命時為代理宕昌王（行宕昌王）的彌博為安西將軍、河涼二州刺史、宕昌王。《南史》則記載南梁係任命彌博為使持節、都督河涼二州諸軍事、安西將軍、東羌校尉、河涼二州刺史、隴西公、宕昌王，並佩以金章。《資治通鑑》於同年亦有南梁「以行宕昌王梁彌博為河、涼二州刺史、宕昌王」之記載。
《資治通鑑》又記載：北魏於同年（即505年，魏宣武帝正始二年），以宕昌世子梁彌博為宕昌王。
彌博死後，由其子梁彌泰繼立。